# Gilbertovi otoki
Gilbertovi otoki ( v domačem jeziku: Tungaru; nekdanji Kingsmillovi otoki) so veriga 16 atolov v Tihem oceanu. Otoki spadajo pod upravo države Kiribati, z atolom Tarava, ki je hkrati njeno glavno mesto
Še pred prihodom Evropejcev so otoke naseljevale kulture iz Mikronezije. Prva Evropejca, ki sta otoke odkrila, sta bila leta 1788 britanska kapitana Thomas Gilber, po katerem so otoki dobili ime, in John Marshal, po katerem so dobili ime Marshallovi otoki, ki se nahajajo severno od Gilbertovih otokov. Po odkritju so otoki postali za nekaj časa pozabljeni, dokler jih v začetku devetnajstega stoletja ni obiskal ameriška raziskovalna odprava. Leta 1892 so prešli pod protektorat Združenega kraljestva, leta 1915 pa so bili razglašeni za britansko kolonijo. 
Med drugo svetovno vojno so otoke brez boja zasedli Japonci ter jih močno utrdili. Še posebej močno so utrdili atola Makin in Tarava, na katerih so se po ameriškem izkrcanju 20. novembra 1943, odvijali hudi boji med ameriškimi marinci in japonsko vojsko. V sedemdesetih letih dvajsetega stoletja so otoki od Združenega kraljestva dobili večjo avtonomijo, leta 1979 pa so se dokončno postali svoja država. 